# Медаља Белог анђела
Медаља Белог анђела била је високо одликовање Савезне Републике Југославије  и Државне заједнице Србије и Црне Горе. Одликовање је установљено 4. децембра 1998. године доношењем Закона о одликовањима СРЈ. Додељивао га је председник Републике, а касније председник Државне заједнице СЦГ. Медаља Белог анђела имала је један степен. Медаља је добила име носи име по познатој средњовековној фресци Белог анђела из манастира Милешева код Пријепоља. Додјељивала се „за изузетно лично остварење у области уметности и хуманистичких наука”.

## Историјат
Аутор идејног решења је Драгомир Милеуснић, академски вајар из Београда. Медаља Белог анђела израђена је у техници ковања у Заводу за израду новчаница и кованог новца у Топчидеру крајем 1999. Први прототипови медаље Белог анђела израђени су од сребра финоће 925/1000 и имају утиснуте жигове квалитета израде, државне контроле и произвођача. Сви остали примерци ове медаље израђени су 2000. од посребреног томбака са уградњом белог брушеног камена(циркона). Аутор идејног решења траке и врпце за Медаљу белог анђела је мр. Радомир Столица, историчар уметности из Београда. Определио се за светло плаву боју, симбол небеског плаветнила. Трака је израђена од светлоплаве моариране свиле.Статут Медаље Белог анђела донела је Савезна влада 27. јула 2000. године. Законом о одликовањима СРЈ предвиђено је (чланом 24) да Медаљу белог анђела после смрти одликованог лица, наследници могу предати на стално чување Српској академији наука и уметности. Заједно са инсигнијом одликовања може се предати и повеља о великом одликовању – Медаљи Белог анђела.

## Изглед одликовања
Медаља Белог анђела израђена је од сребра у облику кружног медаљона, пречника 50мм. На предњој страни налази се попрсје Белог анђела израђено по узору са фреске манасrира Милешева. Десно крило анђела излази из кружне форме и завршава се одсечком. Око Белог анђела је декоративни орнамент у рељефу по узору са средњовековних фресака из манастира Ђурђеви ступови код Новог Пазара. На наличју медаље налази се исти кружни декоративни орнамент, а у средини је сребрна полирана површина која је хоризонтално подељена на два дела. У горњем делу налази се рељефни натпис: "За уметност и хуманистичке науке". У доњем делу је полукружна сребрна полирана површина предвиђена за гравирање имена и презимена одликованог лица, као и за гравирање године доделе овог одликовања. Уз сам руб декоративног орнамента налази се штит са иницијалима Савезне Републике Југославије. У надвишењу медаље је кружна розета израђена од сребра, пречника 25мм. Розета има спуштен руб, а у својој средини декоративни цветни орнамент у чијем центру је уграђен бели брушени камен. Розета има ушицу преко које је спојена са медаљом и чини са њом једну целину. На наличју розете је сребрна алка кроз коју се провлачи трака одликовања. Трака медаље израђена је од светлоплаве моариране свиле ширине 40мм. Врпца медаље израђена је од светлоплаве моариране свиле, ширине 36мм. Медаља Белог анђела носи се на траци око врата.

## Познати добитници
- Мира Ступица, 28. децембра 2001.
- Карл Малден, 17. фебруар 2004.
- Маријан Новаковић
- Сава Вуковић